# Гик
Гик (енгл. geek) је сленг термин који се првобитно користио за опис ексцентричних и немејнстрим људи; у садашњој употреби, ријеч обично означава стручњака или ентузијасту или особу која је опсједнута хобијем или интелектуалним занимаљем, са уопштеним пејоративним значењем по коме је то „чудна особа, посебно она која се сматра превише интелектуалном, немодерном, досадном или друштвеном непријатном”.
Неки користе овај израз самореференцијално, без злобе или поносно, односећи се често на "некога ко је заинтересован за неку тему (обично интелектуалну или сложену) због своје користи". Без обзира на то, израз остаје пејоративан, широко злоупотребљен против деце и адолесцената који су можда више усредсређени на учење, а мање на популарност, моду или друштвене активности.

## Дефиниција
У америчком речнику из 1975. године постоји једна једина дефиниција: 'Гик [именица, сленг]. Карневалски извођач чији се наступ састоји од одгризања главе живог пилета или змије.' Техничка револуција пронашла је нове начине за употребу ове речи, али и даље често погрдно. Данас, енглески сајт са дефиницијама речи има пет дефиниција, од којих је четврта "карневалски извођач који врши сензационално морбидне и одвратне наступе, као одгризање главе живог пилета."
Дефиниција гика коришћена је као сленг са различитим конотацијама, укључујући и љубазну етикету. Међутим, то не значи да је термин бесмислен или да је изгубио своје значење током времена. Ипак остаје погрдан назив који се користи за неправедно и увредљиво означавање људи. Не сматра се пријатељским или љубазним комплиментом за нечији карактер, него увредљивим погрдним обликом понижења или емоционалног злостављања.
Термин "штребер" има слично, практично синонимно значење као гик, али многи сматрају да постоје различите конотације између ова два термина, иако су разлике спорне. У интервјуу 2007. године, Ричард Кларк је рекао да је разлика између гика и штребера та што "гикови одраде посао". Џули Смит је дефинисала гика као "бистру младу особу која се увукла у себе, слабо социјална, која не осећа сродство са својом планетом, тако да рутински путује на оне које су измислили његови омиљени аутори, која размишља о том тајном месту из снова на које ју је одвео њен рачунар као у сајберпростор – негде узбудљиво, место стварније од њеног живота, земља коју може освојити, а не једнолична адолесцентска соба у кући њених родитеља".

## Утицај
Посебно технички оријентисани гикови данас имају снажан утицај на глобалну економију и друштво. Док су претходне генерације гикова имале тенденцију да послују у истраживачким одељењима, лабораторијама и на функцијама за подршку, сада они све више заузимају високе положаје у предузећима и имају значајан комерцијални и политички утицај. Када се амерички председник Барак Обама срео са Марком Закербергом, извршним директором Фејсбука, и извршним директорима највећих светских техничких компанија, на приватној вечери у Вудсајду, Калифорнији, 17. фебурара 2011. године, Њујорк магазин објавио је причу под насловом "Најснажнији човек на свету састао се са председником Обамом." Тада је Закербергова компанија порасла на преко милијарду корисника.
Према Марку Родеру, пораст гикова представља нову фазу еволуције човека. У својој књизи "Неприродна селекција: Зашто ће гикови наследити земљу", предлаже да "високотехничка средина антропоцене фаворизира људе са гик-овским особинама, од којих су многи на спектру аутизма, са хиперкинетичким поремећајем или дислексијом. Раније су такви људи можда били у неповољном положају, али сада некима од њих њихове јединствене когнитивне особине омогућују да се уздигну са новим технолошким цајтгајстом и постану веома успешни."
Часопис Економист је приметио, 2. јуна 2012. године "Ови неспретни људи (гикови) можда неће имати једноставне школске дане. Можда ће им се ругати и игнорисати их на забавама. Али данас ниједна озбиљна организација не може напредовати без њих."

## Гик чик
Израз "гик чик" односно гик девојка, односи се на мањи модни тренд који се појавио средниом 2000-их, када су млади људи усвојили "гики" моду, као што су огромне наочаре са црним оквирима, трегери, протезе за зубе и високе панталоне. Наочаре — понекад ношене са стаклима без диоптрије или без стакла — брзо су постале аспект који дефинише тренд, при чему су медији идентификовали разне познате личности као "покушаје гика" зато што су носили такве наочаре, као што су Дејвид Бекам и Џастин Тимберлејк. У међувремену, у свету спорта, многи НБА играчи носили су "гик наочаре" током интервјуа након утакмице, чиме су поређени са Стивом Уркелом.
Израз "гик чик" додељен је неким самоидентификованим "гиковима" односећи се на нову, социјално прихватљиву улогу у технички напредном друштву.